# 若杉明
若杉 明（わかすぎ あきら、1929年11月19日 - 2024年1月17日）は、日本の会計学者。横浜国立大学名誉教授。元金融庁企業会計審議会会長。元日本学術会議会員。

## 略歴
横須賀市出身。1947年神奈川県立横須賀中学校卒。1950年横浜経済専門学校卒。1953年横浜国立大学経済学部卒。1958年東京大学大学院経済学会計学博士課程満期退学。1968年「実現概念の展開 その会計学的意義および役割に関する研究」で経済学博士。
1958年福島大学経済学部専任講師、1962年助教授、1964年横浜国立大学経営学部助教授、1972年教授、1981年経営学部長、1995年定年退官、名誉教授、高千穂商科大学商学部教授。2005年LEC会計大学院教授。2010年特任教授。
1984年税理士試験試験委員。1979年公認会計士第二次試験委員。1989年公認会計士第三次試験委員。企業会計審議会会長。1993年日本経営管理協会会長。1994年日本学術会議会員。
2012年瑞宝中綬章受章。
2024年1月17日、心不全のため、死去した。94歳没。死没日付をもって正四位に叙された。

## 著書
- 『企業会計基準の構造』実務会計社 1966
- 『会計学方法論』同文館出版 1971
- 『人的資源会計論』森山書店 会計学叢書 1973
- 『精説財務諸表論』中央経済社 1979
- 『企業会計の論理』国元書房 1981
- 『クイックマスターin企業会計』東洋経済新報社 1984
- 『現代制度会計論』税務経理協会 1984
- 『企業利益の測定基準』中央経済社 1985
- 『新財務諸表論講義』ビジネス教育出版社 1985
- 『制度会計論』森山書店 1987
- 『財務会計』放送大学教育振興会 1990
- 『会計学原理』税務経理協会 1997
- 『会計ディスクロージャと企業倫理』税務経理協会 1999
- 『法人税法と課税所得の計算』税務経理協会 2001
- 『最新財務諸表論』ビジネス教育出版社 2004
- 『企業会計の基礎的考え方』東京リーガルマインド LEC会計大学院叢書 2009

### 共編著
- 『簿記原理』宇南山英夫共編 第三出版 1972
- 『対談新企業会計原則詳論』黒澤清共著 税務経理協会 1975
- 『基礎経済学大系 14 会計学』編 青林書院新社 1977
- 『会計学原理 3訂版』宇南山英夫共編 第三出版 1980
- 『会計とディスクロージャ』編 ビジネス教育出版社 叢書・現代会計学の課題 1980
- 『会計用語小辞典 新訂版』編 田辺拙著 ビジネス教育出版社 1982
- 『会計情報と資本市場』編著 ビジネス教育出版社 叢書・現代会計学の課題 1984
- 『企業会計原則を学ぶ 対談』黒沢清共著 税務経理協会 1984
- 『M&Aの財務・会計戦略』編著 ビジネス教育出版社 1989
- 『ソフト化社会と会計』編著 ビジネス教育出版社 1989
- 『リストラクチャリングの財務・会計戦略』編 ビジネス教育出版社 1991
- 『会計制度の国際比較 主要国別・項目別にみた会計の実態』編著 中央経済社 1992
- 『会計国際化の展開』編著 ビジネス教育出版社 1994
- 『グローバリゼーションの財務・会計戦略』編著 ビジネス教育出版社 1994
- 『会計制度の国際比較 主要国別・項目別にみた会計の実態』編著 中央経済社 1996
- 『コーポレート・ガバナンスと企業会計』編著 ビジネス教育出版社 1999

翻訳
- A.Wayne コーコラン『会計人のための基礎数学』若杉敬明共訳 第三出版 1981

## 論文
- <若杉明